# Futbol a tres bandes
El futbol de tres bandes és una variació del futbol amb tres equips en lloc dels dos habituals.

Forma del camp

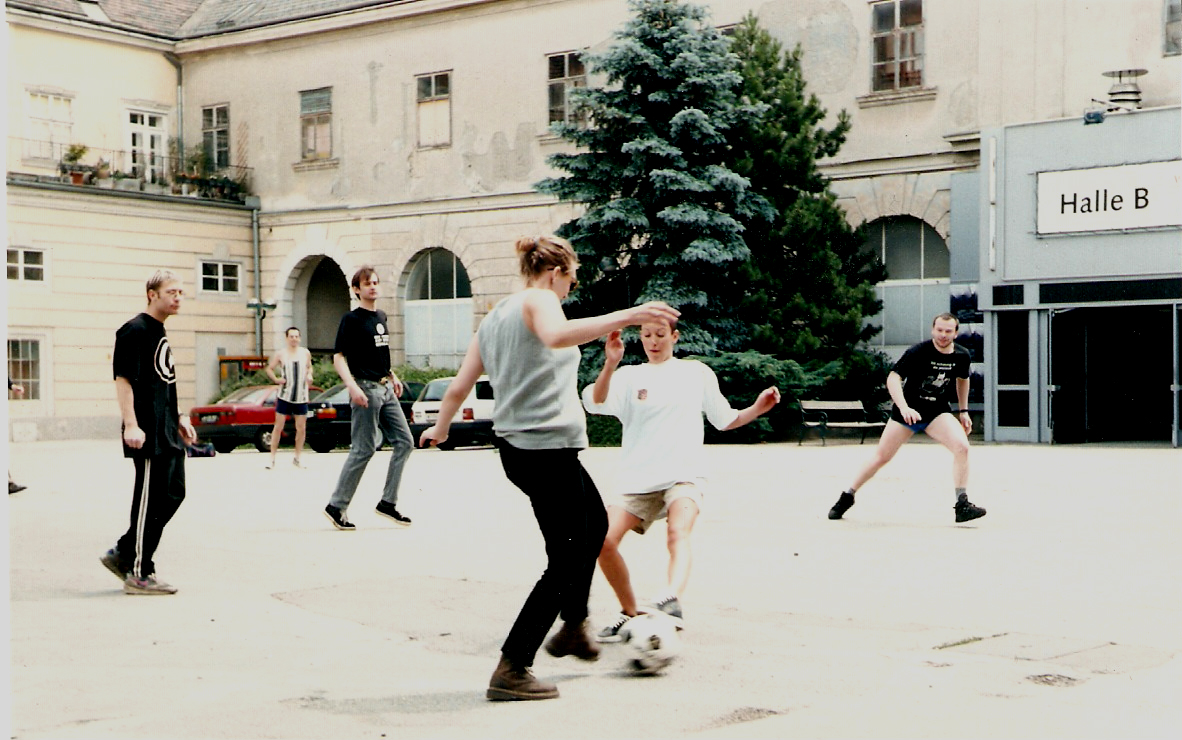
Taller de futbol a tres bandes a Viena, a la Primera Conferència Intergalàctica organitzada per lAssociation of Autonomous Astronauts el 1997

El joc va ser ideat per l'artista danès Asger Jorn (1914-1973) el 1964 amb l'objectiu de demostrar el seu sistema filosòfic o Trialèctica, que es basa en la cerca de la creació d'oportunitats que elevin les possibilitats de tenir resultats positius per sobre de la qualitat individualista, un refinament del concepte marxista de la dialèctica, i també trencar la idea quotidiana de futbol. La dialèctica del futbol —la confrontació d'un equip contra l'altra— pot donar pas a la «trialèctica», una alternativa filosòfica de joc en què pactes i aliances entre cadascun dels tres equips decideixen el resultat final del partit. No només és un joc físic divertit, però també un joc que ha de fer reflexionar sobre la condició humana.

## El joc
Es juga en un camp hexagonal amb tres porteries i tres equips, cada un, normalment compost de cinc jugadors de camp i un porter, tot i que el nombre pot variar segons la mida del terreny. Cada equip pot xutar a qualsevol de les dues porteries, però a diferència del futbol convencional, en què el guanyador es determina per la puntuació més alta dels dos equips, l'objectiu no és pas marcar gols, sinó evitar rebre'n. El joc pretén desconstruir la naturalesa de confrontació del futbol convencional, com una analogia de la lluita de classes en què l'àrbitre apareix com un significant de l'estat i l'aparell mediàtic, en postular-se com a neutral en el procés polític de la lluita de classes en curs.
Així, guanya qui menys gols rep. El partit sol constar de tres temps de dotze a quinze minuts amb descansos de cinc minuts entre ells. Es poden realitzar tants canvis com es desitgi i es pot demanar temps mort (parar el joc per a donar instruccions als jugadors). És un joc que es pot adaptar fàcilment, per la seva similitud amb el futbol, igual que altres versions de futbol.

## Campionats
El 2009, «Pied de Biche», un col·lectiu francès d'arquitectes, informàtics, videastes i urbanistes van organitzar a Vénissieux el primer campionat francès al marc de la Biennal d'Art Contemporani de Lió, amb jugadors aficionats del futbol dialèctic dels suburbis de la metròpoli. Des de l'octubre del 2011, a Bilbao, l'Athletic Club va organitzar, junts amb el Museu Guggenheim, un campionat amb 37 equips dels quals sis van qualificar per a la final. Des del 2011, a la festa major de Vic, s'organitza a la Plaça Major una variant: el «futbol de les tres colles». El 2012, es va crear a Deptford la Deptford Three Sided League, la primera lliga anglesa, que el febrer 2014 va rebre la visita de responsables de la FIFA que havien vist el reportatge de la BBC i que volien per fer un documental. El primer campionat mundial va tenir lloc el 24 de maig del 2014 a Dinamarca, al Museu Jorn a la ciutat de Silkeborg, a l'ocasió del centenari del naixement de Asger Jorn, l'artista que va crear el joc. Equips de vuit països europeus hi van participar.
El 2014, la pel·lícula llargmetratge del cineasta italià Danilo Correale The Game – una partita di calcio a tre porte (El joc - un partit de futbol a tres bandes) va rebre el XIV premi Ermanno Casoli.